# American Airlines Center
American Airlines Center er en sportsarena i Dallas i Texas, USA, der er hjemmebane for både NHL-klubben Dallas Stars og NBA-holdet Dallas Mavericks. Arenaen har plads til ca. 21.000 tilskuere, og blev indviet den 17. juli 2001. 
American Airlines Center er desuden ofte arrangør af koncerter, og Foo Fighters, Bruce Springsteen, George Michael, U2 og Bon Jovi er blandt de navne der har optrådt i arenaen.